# 埃邦環礁
埃邦環礁（英語：Ebon Atoll）是太平洋由22個島嶼組成的環礁，屬於拉利克礁鏈的一部分，是馬紹爾群島24個立法選區（legislative district）之一，位於賈盧伊特環礁以南155公里，是馬紹爾群島和拉利克礁鏈的最南端島嶼，總土地面積5.75平方公里，中央的潟湖面積104平方公里，1998年人口714。

## 外部連結
- Visit of Brig Vision to Ebon in 1874 （页面存档备份，存于）
- Marshall Islands site*Oceandots entry for Ebon（页面存档备份，存于）